# الجمعية السورية للاستكشاف والتوثيق
الجمعية السورية للاستكشاف والتوثيق منظمة مدنية سورية تنتمي لكشاف سورية والحركة الكشفية العالمية وتهتم بتوثيق الحياة البرية في سوريا واستشكافها.

## تأسيس
تعود أصول الجمعية لمنظمة كشاف سوريا التي توقف نشاطها في الثمانينات، ولكن إحدى فرق المنظمة (الفرقة 11) بقي منتسبيها على تواصل والقيام برحلات تخييم غير رسمية، ثم في عام 2005 قرر قادة الفرقة 11 تشكيل جمعية رسمية مع ترخيص، ونجحوا بذلك لترخيص جمعية الاستكشاف السوري (ترخيص رقم 133 من وزارة الشؤون الاجتماعية والعمل بتاريخ 7-كانون الثاني-2008)، وشعارهم (أنا السوري).

## تنظيم الجمعية
يطلق على الأفراد المنسبين للجمعية أسم يرمز لعملهم وهو (القصّاص) أما المشاركين في النشاطات فيطلق عليهم أسم يرمز لعملهم وهو (المقتفي).
القصّاص هو من يتتبع أثر شيء ما للوصول إلى هدف محدد . المقتفي هو من يتتبع أثر شخص للوصول إليه.

### مجلس إدارة الجمعية
- رئيس الجمعية الدكتور باسل حكيم.
- نائب الرئيس المهندس رضوان نويلاتي.
- أمين سر الجمعية وقائد نشاطاتها خالد نويلاتي.
- أمين الصندوق الطيار مضر الفريح.
- محمد تقي بصفة عضو إداري.

### علم الجمعية
يتألف علم الجمعية ( الراية) من ثلاث رموز، رمزين لونيين ينصفان الراية إلى قسمين متساوين
الأول هو اللون الأحمر وهو في القسم العلوي وهو يرمز إلى الحيوية والنشاط الدائم
أما الثاني فهو اللون الأبيض وهو في القسم السفلي فهو يرمز إلى الصفاء والنقاء والسلام
أما الرمز الثالث والأخير والذي يتوضع في منتصف الراية فهو يتألف من شارة وشعار الجمعية
(أنا السوري).

## النشاط
ا

### أبرز الإنجازات
- اكتشاف وتوثيق وجود غزلان برية للمرة الأولى في منطقة مشقيتا.[6]
- استكشاف وتوثيق مغارة سؤادا.[7]
- استكشاف وتوثيق محمية الأرز والشوح في منطقة صلنفة.[8]
- استكشاف وتوثيق مغارة الهوة.[9]